# Соловйов Юрій Вікторович
Ю́рій Ві́кторович Соловйо́в (позивний «Фокс») (30 вересня 1979, Антрацит Луганська область, Українська РСР — 29 серпня 2014, під Іловайськом (Донецька область) — український військовослужбовець 2-го батальйону «Донбас».
Пропав безвісти 29 серпня 2014 року під Іловайськом (Донецька область) під час прориву з оточення.

## Життєпис
Юрій Соловйов народився 1979 року у місті Антрацит Луганська область. Мешкав у м. Маріуполь Донецька область.
Улітку 2014 року добровольцем пішов на фронт. Він служив у званні солдата санітарним інструктором 6-го відділення 2-го взводу 1-ї роти спеціального призначення резервного батальйону оперативного призначення «Донбас» (військова частина 3027) Північного оперативно-територіального об‘єднання Національної гвардії України.

## Обставини загибелі
Загинув Юрій Соловйов під Іловайськом (Донецька область) під час прориву з оточення, ідучи так званим «гуманітарним коридором». Востаннє його бачили в селі Червоносільське Амвросіївського району Донецької області, де колона потрапила у засідку російсько-терористичних угрупувань. Тіло не знайдено. Пошуки тривають.

## Родина
Залишились дружина та донька.

## Нагороди
- Орден За мужність III ступеня (06.04.2018, посмертно)[3].
- знак народної пошани «За мужність та милосердя» (посмертно)[4]
- Його портрет розміщений на меморіалі «Стіна пам'яті полеглих за Україну» у Києві: секція 3, ряд 9, місце 14
- Вшановується 29 серпня на щоденному ранковому церемоніалі вшанування українських захисників, які загинули цього дня у різні роки внаслідок російської збройної агресії[5]
- Іловайський Хрест (посмертно)